# Эймос, Тори
То́ри Э́ймос (англ. Tori Amos, урождённая Ма́йра Э́ллен Э́ймос, род. 22 августа 1963 года, Ньютон, Северная Каролина, США) — американская певица, пианистка, композитор и автор песен, соединившая в своём творчестве (согласно Allmusic) элементы альт-, фолк- и прог-рока, джаза, экспериментальной электроники, влияния Джони Митчелл и Кейт Буш. Основным аккомпанирующим инструментом для Эймос является, как правило, фортепиано. К 2005 году во всём мире было продано 12 миллионов альбомов Тори Эймос.

## Биография
Майра Эллен Эймос родилась 22 августа 1963 года в Ньютоне, штат Северная Каролина, в семье методистского священника доктора Эдисона Эймоса (имевшего франко-шотландские корни) и Мэри Эллен, уроженки южных штатов, в жилах которой текла кровь индейцев чероки. От деда по материнской линии она унаследовала интерес к природе, музыке и духовности. Родственники по отцовской линии привнесли в семью строгое религиозное воспитание. С раннего детства Тори начала самостоятельно подбирать мелодии на фортепиано. В пять лет она прошла прослушивание и поступила в подготовительную школу консерватории Пибоди в Балтиморе (англ. Peabody Conservatory), которую покинула в одиннадцатилетнем возрасте, когда увлеклась рок-н-роллом и утратила интерес к классике.
10 сентября 1984 года Тори отправилась в Лос-Анджелес, где обустроила собственную небольшую студию звукозаписи и собрала собственную рок-группу Y Kant Tori Read, в состав которой вошли Стив Фэррис (игравший до этого в Mr. Mister), Ким Баллард (экс-Poco) и Мэтт Сорум, будущий ударник Guns N'Roses. Здесь в начале 1985 года с ней произошла трагедия, наложившая отпечаток на её творчество и активизм: она была изнасилована.

### Y Kant Tori Read
В 1987 году Тори Эймос подписала контракт с Atlantic Records и приступила к работе над первым альбомом с продюсером Джо Чикарелли, известным по сотрудничеству с такими исполнителями, как Фрэнк Заппа, Пэт Бенатар и Oingo Boingo. В её состав к этому времени кроме Сорума входили Стив Кэйтон (англ. Steve Caton, позже игравший на всех её альбомах до 1999 года), басист Брэд Кобб и клавишник Джим Таубер. Синглом был выпущен трек «The Big Picture» («Cool On Your Island» на обороте), клип к нему снял режиссёр Марти Коллнер (работавший также с Aerosmith и Whitesnake).
Альбом Y Kant Tori Read вышел в конце мая 1988 года; к этому моменту группа уже распалась. Реакция прессы (на этот «невыразительный поп-метал», согласно Allmusic) отрезвила певицу. «Я стремилась в то время к признанию, вместо того, чтобы создавать музыку, в которую я верила. Когда мы провалились, только тогда я поняла, что вся эта затея была построена на песке, отнюдь не на камне. Если стремиться только к славе, можно потерять чутье, потерять причину, по которой ты создаешь музыку. Слава должна сопутствовать творчеству, а не быть его стержнем», — вспоминала она.
В конце 1989 года Atlantic Records решили дать Эймос второй шанс и предложили до марта следующего года подготовить материал для новой пластинки. Первый набор её новых песен был лейблом отвергнут. В начале 1990 года певица приступила к сотрудничеству с продюсером Дэвидом Сиджерсоном, который, прослушав некоторые её новые песни («Take To The Sky», «Leather»), одобрил выбранное ею направление. Записанную ею кассету Atlantic отослали певице обратно. В сотрудничестве с Эриком Россе она подготовила ещё 4 композиции («Girl», «Precious Things», «Tear In Your Hand», «Little Earthquakes»). Лишь после этого лейбл одобрил подготовку альбома и в конце 1990 года отправил Тори Эймос вместе с менеджером Артуром Спиваком в Лондон, в распоряжение своей дочерней компании EastWest Records.

#### Прибытие в Лондон
В Лондоне Эймос дала несколько концертов в небольших клубах и произвела на зрителей впечатление чистым голосом и профессиональной игрой на фортепиано. Летом 1991 года, под впечатлением просмотра фильма «Тельма и Луиза» и собственных воспоминаниях о потрясениях юности, она написала новую песню «Me And A Gun» и в тот же вечер исполнила её со сцены а капелла, вновь произведя сильный эффект. Лейбл EastWest принял решение выпустить дебютный альбом певицы в 1992 году, и это решение было одобрено Дугом Моррисом из Atlantic, прилетевшим в Англию специально, чтобы прослушать подготовленный материал.
В ноябре 1991 года «Me And A Gun» был выпущен на EP (с «Silent All These Years»), и релиз был замечен в британской прессе. В конце ноября со второй из этих песен Эймос впервые появилась на британском ТВ, в программе Джонатана Росса.

### Little Earthquakes
Альбом Little Earthquakes вышел 13 января 1992 года и поднялся до # 15 в UK Albums Chart. В прессе появились восторженные рецензии, где Тори Эймос сравнивали с Кейт Буш, Дженис Иэн, Джони Митчелл, Шинейд О’Коннор, Маргарет Мэри О’Хара и Патти Смит. «Кажется, что Тори Эймос не может предложить ничего, кроме своей потрясающей, гм… гениальности!» — писал в Melody Maker Джон Чайлз. В США Little Earthquakes вышел на Atlantic Records в феврале 1992 года, уже после выпуска клипа к песне «Silent All These Years».
Первое американское выступление Эймос состоялось 20 апреля 1992 года в нью-йоркском зале Bottom Line. Фрагменты этого концерта были впоследствии включены в видео «Little Earthquakes» (оно вышло в октябре того же года). Исполнив в шоу Дэвида Леттермана два дня спустя песню «Crucify», она отправилась в турне, провела 18 концертов в США, затем выступила в Канаде и вернулась в Лос-Анджелес, откуда вылетела на гастроли в Австралию. 30 июля в Луисвилль, Кентукки, началось четырёхмесячное турне Эймос по США. организованное менеджером Джоном Уизерспуном и прошедшее при участии звукорежиссёра Яна Торна. 9 сентября она побывала (с родителями) в Лос-Анджелесе на церемонии вручения наград MTV, где была номинирована в категориях «Лучший новый артист года», «Лучшее женское видео», «Прорыв в видео», «Лучшая кинематография». Поздней осенью Тори Эймос узнала, что избрана президентом Общества анонимных жертв сексуального насилия. Тур завершился в ноябре 1992 года концертами в Пертe, Мельбурне, Сиднее (Австралия) и Окленде (Новая Зеландия).

### Under The Pink
В 1993 году Эймос побывала в Вене, заручившись поддержкой «Bosendorfer», и с этих пор стала использовать предоставлявшиеся ей этой фирмой рояли. Для работы над следующим альбомом певица обустроила собственную студию в Таосе, штат Нью-Мексико. Она вспоминала об этом времени: 
Когда я приехала в Нью-Мексико, я почувствовала там его прошлое. Ты стоишь на этих равнинах и видишь, как лошади спускаются через холмы, и вся эта земля жива и хранит в себе все воспоминания. Это стало еще одной причиной, по которой я решила записать свой следующий альбом здесь.Тори Эймос
В студийной работе приняли участие также сопродюсер Эрик Россе и два инженера — Веб Джонс (гитара, вокал) и Пол МакКенна (бас, ударные).
Тори покинула Таос лишь однажды, чтобы посетить дом Трента Резнора в Беверли Хиллз. Подготовив материал альбома, Эймос вернулась в Лондон, где выпустила британский сингл «Cornflake Girl», куда вошли кавер-версии песен Джими Хендрикса, Билли Холидей и Джони Митчелл. Американским синглом была выпущена песня «God», клип на которую сняла режиссёр Мелоди Макдэниел.
Альбом Under the Pink вышел в феврале 1994 года, дебютировал на вершине британского хит-парада и стал «золотым» за первую же неделю. В США альбом был выпущен двумя месяцами спустя и достиг # 12. Критика по обе стороны океана отметила мастерство Эймос, соединившей разные музыкальные стили (поп, джаз, арт-рок, фанк) и сумевшей проявить в этих песнях как чувственность («Baker Baker»), так и агрессивность («The Waitress»). Многие поставили её в один ряд с Пи Джей Харви и Бьорк, лидерами новой волны интеллектуального женского рока.

Тори Эймос говорила об альбоме:
Under The Pink — это импрессионистская живопись, я не предполагала писать дневник, как это было с Little Earthquakes. Критики замечают разницу и говорят, что Under The Pink не так откровенен, как Little Earthquakes. Это было откровенно, но не в форме исповеди…Я писала Under The Pink как пейзаж, вы должны окунуться в этот ландшафт… Я не хотела повторений. Я была в сердце пустыни, поэтому я создала альбом так, как создают живопись. И я до сих пор чувствую, что его воспринимают не так, как должны воспринимать. Это очень глубокая работа, и нужно окунуться в это, чтобы ощутить множество аспектов, спрятанных в этом альбоме.Тори Эймос
24 февраля 1994 года певица начала мировое турне в поддержку альбома. В мае она появилась на обложках двух музыкальных журналов: Q и Vox.
2 июня 1994 года Тори Эймос получила специальную награду (за «Me And A Gun») от RAINN, Кризисного центра по проблемам насилия — «за замечательную работу, которая позволила всем нам свободно говорить о любых формах давления и сексуального насилия». Впервые подобная награда была вручена певице. Вскоре в Вашингтоне Эймос объявила о том, что основала «горячую линию доверия» RAINN (Rape, Abuse and Incest National Network).
В июле она выступила в балтиморском зале Meyerhot Hall перед аудиторией, где присутствовали профессора и студенты консерватории Пибоди, той самой, из которой её исключили в 11 лет. После выступления директор консерватории Роберт Пирс вручил Тори благодарность губернатора штата Мэриленд за организацию «горячей линии» для жертв сексуального насилия.
В ходе продолжившегося турне Эймос успела записать дуэты — сначала с Майклом Стайпом (до сих пор не изданный «It Might Hurt A Little Bit», по первоначальному замыслу — для фильма «Дон Жуан де Марко»), затем с Томом Джонсом («I Wanna Get Back With You»: песня вошла в его альбом The Lead And How To Swing It), позже — с Питером Гэбриэлом («Party Man», саундтрек к фильму «Виртуальность») и кумиром детства Робертом Плантом («Down By The Seaside»).

### Boys for PeleиFrom the Choirgirl Hotel
Идея следующей пластинки возникла у Тори Эймос на Гавайях, куда она отправилась после разрыва с давним бойфрендом Эриком Росси. Запись была осуществлена в Ирландии — в старинном доме георгианской архитектуры и ирландской церкви. Альбом Boys for Pele, вышедший в 1996 году, вызвал скандал провокационной обложкой (певица снялась для обложки в провокационной позе и держащей в руках винтовку, во вкладыше к обнаженной груди присосался поросёнок). Альбом, самый амбициозный и сложный в карьере Эймос, был неоднозначно оценен критикой, но поднялся до #2 в США и Англии и вскоре стал платиновым. В ходе одного из интервью певица откровенно рассказала о собственном опыте приема галлюциногенов и песне «Father Lucifer», об этом написанной.
Летом 1997 года, находясь в Корнуолле, приступила к работе над следующим альбомом From the Choirgirl Hotel, который записывался с привлечением большого количества сессионных музыкантов. Он вышел в мае 1998 года, удивил критиков масштабными аранжировками и появлением элементов танцевальной музыки и джаза. Альбом From the Choirgirl Hotel поднялся в первые десятки британского и американского хит-парадов и стал лучшим альбомом 1998 года по версии журнала Q. На гастроли в поддержку лонгплея Эймос впервые вышла со стабильной рок-группой: в её состав вошли барабанщик Мэтт Чемберлен (Matt Chamberlain), басист Джон Эванс (Jon Evans) и гитарист Стив Кэтон.

### 1999 — 2009
В 1999 году Тори Эймос выпустила двойной альбом To Venus and Back, включавший в себя концертный диск Live: Still Orbiting и 11 новых треков, озаглавленных Venus Orbiting. В числе тем песен пластинки были нераскрытые убийства огромного числа женщин на границе США и Мексики, галлюциногенные растения и биография Наполеона Бонапарта. Пятинедельный промотур певица провела с Аланис Мориссетт, однако часть концертов турне пришлось отменить (у Эймос случился выкидыш). В автобиографии «Piece by Piece» (2005) она рассказала, что лейбл дал ей всего два дня на выздоровление и заставил продолжить выступления: это стало одной из причин её разрыва с Atlantic в 2002 году.
Следующим релизом Эймос стал сборник кавер-версий Strange Little Girls, названный так по одной из песен, композиции The Stranglers. В нём певица собрала композиции, написанные мужчинами о женщинах, и перевернула сюжеты с ног на голову, представив их с точки зрения женщин-героинь этих песен (например, в «'97 Bonnie & Clyde» Эминема она поет от лица женщины, умирающей в багажнике машины, которую её муж ведёт к озеру, чтобы утопить тело). Критика в отношении альбома разделилась во мнениях, но пластинка поднялась в первую пятерку американских чартов. Концертный тур в поддержку альбома оказался самым коротким: он продлился три месяца с перерывами.
В 2002 году Тори Эймос подписала контракт с Epic Records и выпустила Scarlet's Walk: альбом (по словам самой певицы) «сугубо американской» тематики, толчком к созданию которого послужили события 11 сентября 2001 года. В аранжировках здесь главенствующую роль впервые сыграла ритм-секция: фортепиано зазвучало как вспомогательный оттеночный инструмент. В 2003 году вышел DVD «Welcome to Sunny Florida» (2003), куда вошли фрагменты турне 2002-2003 годов, одного из самых кассовых в Америке того года. Затем последовал сборник Tales of a Librarian (c двумя ранее не изданными композициями), которым певица выполнила последние обязательства перед Atlantic.
В основу песен следующего, восьмого альбома Эймос The Beekeeper легли несколько новых для неё тем: древнее искусство пчеловодства, гностические Евангелия с их мистическими сюжетами, вопрос об ослаблении исторической роли женщины, вызванном подъёмом христианской церкви. В последнюю минуту она включила в альбом песню «Toast», посвященную памяти брата Майкла, который погиб в автокатастрофе в ноябре 2004 года. Альбом вновь вошёл в первую пятерку США и стал самым её коммерчески успешным релизом в Германии (#8).
В 2004 году в рамках Original Sinsuality Tour Тори Эймос выступила на фестивалях Гластонбери и Meltdown. В числе новых каверов при этом она исполняла «Can’t Get You Out of My Head» Кайли Миноуг, «People Are Strange» Doors, «Hyperballad» Бьорк, Red Rain Питера Гэбриэла. Затем вышла автобиографическая книга «Piece by Piece» (2005), написанная Эймос в соавторстве с журналисткой Энн Пауэрс. По окончании турне Эймос выпустила сборник «официальных бутлегов» — бокс-сет из 12 дисков с концертными материалами The Original Bootlegs. В 2006 году вышли двойной DVD «Fade to Red: The Video Collection» и «A Piano: The Collection», сборник синглов, ремиксов, демоверсий и ранее не издававшихся материалов.
1 мая 2007 года Тори Эймос выпустила альбом American Doll Posse, центральным образом которой явилась женщина-воин. Мировое турне в поддержку альбома стартовало в Риме в конце мая 2007 года.
19 мая 2009 года на Universal Republic вышел десятый студийный альбом Тори Эймос Abnormally Attracted To Sin, первый после её ухода из Epic. Критика отметила, что в его лирике переплетены три основных линии: викторианский декаданс, мифология и иронический постмодернизм.
10 ноября 2009 года вышел альбом «Midwinter Graces», который стал первым из серии «сезонных» альбомов.

## Личная жизнь
С 22 февраля 1998 года Тори Эймос состоит в браке со звукорежиссёром Марком Хоули. У них дочь Наташа Лориен Хоули (родилась 5 сентября 2000 года).
На церемонии чествования лауреатов ежегодных премий журнала Q 1992 года Тори Эймос призналась Роберту Планту в том, что в юности мечтала потерять с ним невинность. Он ответил ей: «Не стоит упускать время, пока у тебя есть желание, а у меня возможность».

## Дискография

### Студийные альбомы
- 1988 — Y Kant Tori Read (не входит в официальную дискографию певицы)
- 1992 — Little Earthquakes
- 1994 — Under the Pink
- 1996 — Boys for Pele
- 1998 — From the Choirgirl Hotel
- 1999 — To Venus and Back
- 2001 — Strange Little Girls
- 2002 — Scarlet's Walk
- 2005 — The Beekeeper
- 2007 — American Doll Posse
- 2009 — Abnormally Attracted to Sin
- 2009 — Midwinter Graces
- 2011 — Night of Hunters[13]
- 2012 — Gold Dust
- 2014 — Unrepentant Geraldines
- 2017 — Native Invader
- 2021 — Ocean to Ocean
- 2025 — The Music of Tori and the Muses